# العواسجة (بلاد الروس)

تعديل مصدري - تعديل

العواسجة(وبيت رافع وبيت جحيش) هي إحدى قرى عزلة ربع العبس بمديرية بلاد الروس التابعة لمحافظة صنعاءوتقع غرب نقل يسلح بلغ تعداد سكانها 1016 نسمة حسب تعداد اليمن لعام 2004.